# Wahlbezirk Böhmen 73
Der Wahlbezirk Böhmen 73 war ein Wahlkreis für die Wahlen zum Abgeordnetenhaus im österreichischen Kronland Böhmen. Der Wahlbezirk wurde 1907 mit der Einführung der Reichsratswahlordnung geschaffen und bestand bis zum Zusammenbruch der Habsburgermonarchie.

## Geschichte
Nachdem der Reichsrat im Herbst 1906 das allgemeine, gleiche, geheime und direkte Männerwahlrecht beschlossen hatte, wurde mit 26. Jänner 1907 die große Wahlrechtsreform durch Sanktionierung von Kaiser Franz Joseph I. gültig. Mit der neuen Reichsratswahlordnung schuf man insgesamt 516 Wahlbezirke, wobei mit Ausnahme Galiziens in jedem Wahlbezirk ein Abgeordneter im Zuge der Reichsratswahl gewählt wurde. Der Abgeordnete musste sich dabei im ersten Wahlgang oder in einer Stichwahl mit absoluter Mehrheit durchsetzen. Der Wahlkreis Böhmen 73 umfasste die Gerichtsbezirke Weseli an der Lainsitz, Lomnitz, Počatek, Wittingau sowie aus dem Gerichtsbezirk Neuhaus die Gemeinde Altplatz, Bořetin, Deutsch Woleschna, Drösowitz, Großbernharz, Hatzken, Hosterschlagles, Jareschau, Kirchenradaun, Kleinbernharz, Königseck, Lasenitz, Leschtin, Lowětin, Mischek, Mostečna, Niederschlagles, Pistin, Platz, Poliken, Poschen, Pribraz, Roseč, Rothwurst, Scheibenradaun, Steinmoliken, Stutten, Temerschlag, Tremles, Untergrieschau, Widern, Wltschitz, Zahradka und Zdar' Pluhowy. Vom Wahlbezirk waren jedoch die Städte Wittingau (Wahlbezirk 29) sowie Počatek (Wahlbezirk 33) ausgenommen waren.
Aus der Reichsratswahl 1907 ging Tomáš Mazaner als Sieger hervor. Bei der Reichsratswahl 1911 konnte sich Jan Vacek durchsetzen.

## Wahlergebnisse

### Reichsratswahl 1907
Die Reichsratswahl 1907 wurde am 14. Mai 1907 (erster Wahlgang) sowie am 23. Mai 1907 (Stichwahl) durchgeführt.

#### Erster Wahlgang
| Kandidat                                                                       | Partei                                               | Wahlkreis- stimmen | Stimmen- anteil |
| ------------------------------------------------------------------------------ | ---------------------------------------------------- | ------------------ | --------------- |
| Josef Nosek                                                                    | Tschechische Sozialdemokratische Partei              | 5740               | 43,7 %          |
| Tomáš Mazanec                                                                  | Tschechische Agrarpartei                             | 4080               | 31,0 %          |
| Josef Svoboda                                                                  | Partei des katholischen Volkes (Klerikaler Agrarier) | 1671               | 12,7 %          |
| Gottlieb Baxa                                                                  | Jungtschechen                                        | 1172               | 8,9 %           |
|                                                                                | Selbständiger                                        | 397                | 3,0 %           |
|                                                                                | Sonstige Parteien                                    | 74                 | 0,6 %           |
| Wahlberechtigte: 15.689, Ungültige/Leere Stimmen: 140, Wahlbeteiligung: 84,6 % |                                                      |                    |                 |

#### Stichwahl
| Kandidat                                                                 | Partei                                  | Wahlkreis- stimmen | Stimmen- anteil |
| ------------------------------------------------------------------------ | --------------------------------------- | ------------------ | --------------- |
| Tomáš Mazanec                                                            | Tschechische Agrarpartei                | 6762               | 54,5 %          |
| Josef Nosek                                                              | Tschechische Sozialdemokratische Partei | 5637               | 45,5 %          |
| Wahlberechtigte: 15.689, Ungültige Stimmen: 144, Wahlbeteiligung: 79,9 % |                                         |                    |                 |

### Reichsratswahl 1911
Die Reichsratswahl 1911 wurde am 13. Juni 1911 sowie am 20. Juni 1911 (Stichwahl) durchgeführt.

#### Erster Wahlgang
| Kandidat                                                                       | Partei                                  | Wahlkreis- stimmen | Stimmen- anteil |
| ------------------------------------------------------------------------------ | --------------------------------------- | ------------------ | --------------- |
| Jan Vacek                                                                      | Tschechische Agrarpartei                | 4418               | 39,4 %          |
| František Zvolánek                                                             | Tschechische Sozialdemokratische Partei | 3941               | 35,1 %          |
| Josef Svoboda                                                                  | Christlichsoziale Partei                | 1034               | 9,2 %           |
| Tomáš Mazanec                                                                  | selbständiger Agrarier                  | 999                | 8,9 %           |
| Tomáš Melichar                                                                 | selbständiger Kleinhäusler              | 590                | 5,3 %           |
| Rudolf Machek                                                                  | Tschechisch national-soziale Partei     | 158                | 1,4 %           |
|                                                                                | Sonstige Parteien                       | 81                 | 0,7 %           |
| Wahlberechtigte: 15.966, Ungültige/Leere Stimmen: 139, Wahlbeteiligung: 71,2 % |                                         |                    |                 |

#### Stichwahl
| Kandidat                                                                 | Partei                                  | Wahlkreis- stimmen | Stimmen- anteil |
| ------------------------------------------------------------------------ | --------------------------------------- | ------------------ | --------------- |
| Jan Vacek                                                                | Tschechische Agrarpartei                | 6059               | 58,9 %          |
| František Zvolánek                                                       | Tschechische Sozialdemokratische Partei | 4242               | 41,1 %          |
| Wahlberechtigte: 15.966, Ungültige Stimmen: 108, Wahlbeteiligung: 65,2 % |                                         |                    |                 |